# Colin Eisler
Colin Tobias Eisler (geboren 17. März 1931 in Hamburg) ist ein US-amerikanischer Kunsthistoriker.

## Leben
Colin Eisler ist ein Sohn des deutschamerikanischen Verlegers Georg Bernhard Eisler (1892–1983) und der Käthe Basseches (1898–), er hat drei Geschwister. Die Familie floh nach der Machtübergabe an die Nationalsozialisten 1933 in die Schweiz und gelangte 1934 nach England, nach Kriegsbeginn kamen sie 1940 in die USA.
Eisler graduierte 1952 an der Yale University, studierte an der Oxford University und kam 1953 an die Harvard University mit einem Abschluss als A.M. im Jahr 1954. Eisler wurde 1957 in Harvard promoviert. Er heiratete 1961 die Literaturwissenschaftlerin Benita Blitzer.
Eisler wurde 1958 Assistant Professor an der New York University und ebendort 1960 Associate Professor und 1968 Robert Lehman Professor of Fine Arts. 
Eisler publizierte vornehmlich zur Altniederländischen Malerei.

## Schriften (Auswahl)
- New England museums. Brüssel : Centre National de Recherches "Primitifs Flamands", 1961
- Flemish & Dutch Drawings from the 15th to the 18th Century. New York: Shorewood Publishers, 1963
- German Drawings from the 16th Century to the Expressionists. New York: Shorewood, 1963
- The Seeing Hand: a Treasury of Great Master Drawings. New York: Harper & Row, 1975
- The Master of the Unicorn: the Life and Work of Jean Duvet. New York: Abaris Books, 1977
- Paintings from the Samuel H. Kress Collection: European Schools Excluding Italian. Oxford: Phaidon Press, 1977
- The Genius of Jacopo Bellini. New York: Harry N. Abrams, 1989
- Early Netherlandish Painting. Stuttgart : Klett-Cotta, 1989
- Durer's Animals. Washington: Smithsonian Institution Press, 1991
  - Dürers Arche Noah : Tiere und Fabelwesen im Werk Albrecht Dürers. Übersetzung Ulrike Hale-Bauer und Manfred Halbe. München : Droemer Knaur, 1996
- Die Gemäldesammlung der Eremitage in Leningrad. Vorwort B. B. Pjotrowski und W. A. Suslow. Übersetzung Klaus Timmermann, Ulrike Wasel. Köln : DuMont, 1991
- Paintings in the Hermitage. Stewart, Tabori and Chang, 1995
- Masterworks in Berlin: A City's Paintings Reunited. Boston: Little, Brown and Company, 1996
- Early Netherlandish Painting: The Thyssen-Bornemisza Collection. Philip Wilson Publishers, 2003
- Flemish And Dutch Drawings From The Fifteenth To The Eighteenth Century: Drawings Of The Masters. Literary Licensing, Inc. 2012